# Gmina Kõpu
Gmina Kõpu (est. Kõpu vald) – gmina wiejska w Estonii, w prowincji Viljandi.
W wyniku reformy z 2017 roku weszła w skład nowo utworzonej gminy Sakala Północna.
W skład gminy wchodzi:
- Alevik: Kõpu.
- 9 wsi: Iia, Kuninga, Laane, Punaküla, Supsi, Seruküla, Tipu, Uia i Vanaveski.